# كارنا فال
فالنتينا فاسيليفنا كارنوخوفا (من مواليد 11 نوفمبر 2001، روستوف أون دون)، والمعروفة باسم كارنا فال هي مدونة فيديو روسية (تيكتوكر) ومغنية.
في أكتوبر 2020،  وضعتها مجلة فوربس الروسية في المرتبة الخامسة في أول قائمة لأعلى تيكتوكر مدفوعة الأجر. في نهاية هذا العام، احتلت كارنا فال المرتبة السادسة في قائمة «أفضل الفنانين» في الجزء الناطق باللغة الروسية من تيك توك- الموسيقيون الذين استخدم المستخدمون أغانيهم في مقاطع الفيديو الخاصة بهم. بالإضافة إلى ذلك، احتلت أغنيتها "Psycho" المركز التاسع في قائمة «أغاني تيكتوك» - الأغاني الأكثر استخدامًا في عام 2020.

## سيرة شخصية
ولدت في روستوف أون دون. 11 نوفمبر 2001.
كانت تعمل في ألعاب القوى، لكنها تركت الرياضة لأسباب صحية. بالإضافة كانت تعمل في الرقص.
حتى سن 15 عاشت في قرية نوفوباتيسك، منطقة روستوف تم تدفئة المنزل بواسطة موقد بسيط. كما تقول، قام زملاؤها في المدرسة بمطاردتها، وهم يضحكون على فقر أسرتها.

## الحياة الشخصية
لا تعلن كارنا فال عن حياتها الشخصية، ولكن وفقًا لتقارير وسائل الإعلام، التقت ثم انفصلت عن Yegor Ship. في أغسطس 2020، أكدت هي نفسها هذه المعلومات في مقابلة مع قناة يوتيوب الشهيرة.
بالإضافة إلى ذلك، كانت هناك تقارير عن علاقة حب محتملة مع إيجور كريد.

## فيلموغرافيا
- «عطلة» (TNT 2021) - لوسي [7]